# Theodor Roos

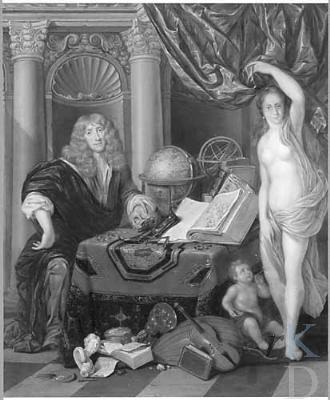
Selbstbildnis mit Muse (1673)

Theodor Roos (* 1638 in Wesel; † 7. Juni 1687 oder 1698 in Frankfurt am Main) war ein deutscher Genre-, Historien-, Porträt- und Tiermaler.

## Leben
Roos war ein jüngerer Bruder des Malers Johann Heinrich Roos (1631–1685) und soll ebenso wie dieser ein Schüler des aus Lierre stammenden Adriaen de Bie gewesen sein. Die Familie kam 1640 nach Amsterdam. Später schloss er sich seinem Bruder an und arbeitete für einige Zeitl mit diesem gemeinsam für den Landgrafen von Hessen-Kassel. Ab 1657 arbeitete er als selbständiger Künstler an unterschiedlichen deutschen Fürstenhöfen, so beispielsweise in Mannheim und Straßburg. In Stuttgart wurde er zum herzoglichen Hofmaler ernannt. Er malte Bildnisse und Gemälde mit historischen Szenen, fertigte jedoch auch einige Radierungen, darunter sechs Ruinenlandschaften. Er war ein Onkel der Maler Philipp Peter (1657–1705), Johann Melchior (1659–1731), Franz (getauft am 22. Dezember 1672), und Peter Roos (1675–1727).

## Werke (Auswahl)
- 1673: Bildnis einer jungen Frau in reicher Tracht
- 1675: Bildnis einer Fürstin
- 1676 bis 1700: Christian Il. (1637–1717), Pfalzgraf von Birkenfeld-Bischweiler-Rappoltstein (mindestens 3 unterschiedliche Ausführungen)
- 1682: Ludwig Wilhelm, Markgraf von Baden-Baden (1655–1707)